# Magyar Kerékpárosklub
A Magyar Kerékpárosklub (MK) 2002-ben alakult egyesület, mely jelenleg több mint kétezer taggal rendelkezik országszerte. Elnöke 2015-ig László János, azóta Kürti Gábor.

## Története
2014-ben tiltakozott az alkoholfogyasztás után történő kerékpározás legalizálása ellen.[forrás?]

## Célkitűzései
Az MK fő célja a kerékpározás hazai terjedésének elősegítése, kultúrájának megteremtése. A szervezet fontos szereplője a közéletnek, szakmai segítséget nyújt a vonatkozó kormányzati döntések előkészítésénél, illetve közreműködik a tervek elkészítésében és megvalósításában. Erős lobbierejével hatékonyan képviseli és hasznos szolgáltatásaival segíti a kerékpárosokat.
Küldetésének tekinti, hogy a kerékpár, mint közlekedési eszköz, elnyerje méltó helyét a mindennapi közlekedésben, illetve a kerékpár váljon a legnépszerűbb sport és szabadidős eszközzé.
A szervezet szeretné, hogy mindenki számára elérhető és valós alternatívát jelenthessen a kerékpározás (közlekedési forma, túrázás, sportolás) valamint a kerékpározás váljék Magyarországon a környezettudatosság legfőbb szimbólumává.

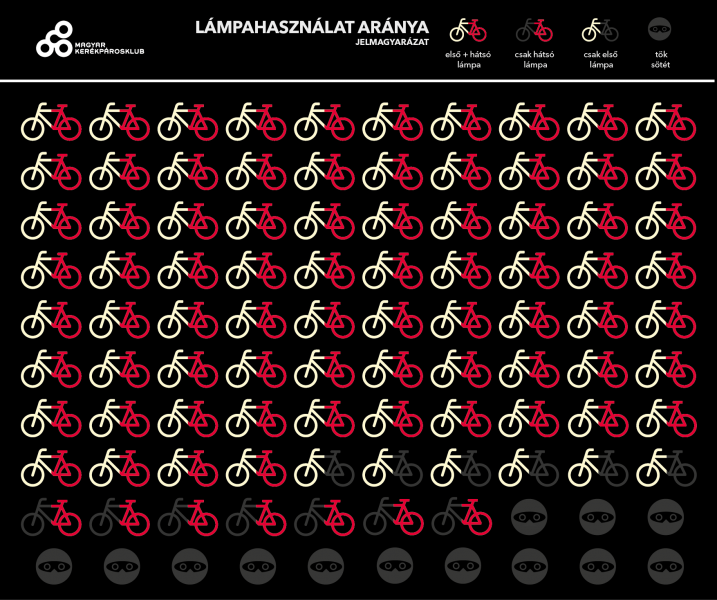
Lámpahasználat aránya 2015-ben a Klub közlekedésbiztonsági kampánya keretében végzett felmérés alapján

Az egyesület a céljait alapvetően négy témakörbe sorolja:
- Érdekképviselet: A kerékpárt használók (jelenlegi és jövőbeni) érdekeinek képviselete országos szinten. Ennek érdekében hallatják hangjukat minden politikai és szakmai szinten, igénybe véve az írott és elektronikus médiát, felhasználva tagjaik, vagy potenciális tagjaik véleményét, tapasztalatait.
- Infrastruktúra: A közlekedési munkacsoportjuk állásfoglalásokat készít a kerékpáros infrastruktúrák tervezéséhez és megvalósításához. Az ezekben megfogalmazott szakmai véleményeket érvényesítik tervezői, kivitelezői döntéshozatali szinten. Ennek érdekében eljuttatják szakmai állásfoglalásaikat önkormányzatoknak, tervezőintézeteknek, és velük partneri kapcsolatokat építenek ki.
- Szemléletváltás – oktatás: Céljuk egy oktatási munkacsoport kialakítása, amely képzett és elkötelezett szakemberekből áll. Tevékenységük többek között a kerékpárral történő biztonságos, a KRESZ szabályainak megfelelő közlekedést szolgáló tájékoztatók, oktatási anyagok készítését és terjesztését, különféle rendezvényeken gyermekek játékos kerékpározás-oktatását, KRESZ-oktatását foglalja magában.
- Szolgáltatás: A tagság részére nyújtanak különböző szolgáltatásokat, melyek egyrészt segítséget adnak a mindennapi kerékpározáshoz, illetve a különböző kedvezmények által pénzt spórolhatnak tagjaink. A Magyar Kerékpárosklub azon dolgozik, hogy minél több szolgáltató kapcsolódjon a szolgáltatói partnerek közé, ezzel is segítve a kerékpározást és az MK tagságot választók számának növelését.[1] Az egyesület tagjai például kedvezményt kapnak sok kerékpárszervizben, továbbá a MÁV vonalain a kerékpárszállítást 25%-kal olcsóbban vehetik igénybe.[2]

## Tevékenysége

### Területi szervezetek
A Kerékpárosklub országos szervezet, ezért hogy a helyi ügyekben hatékonyabban járhassanak el, területi szervezeteket hoztak létre. Jelenleg 20 ilyen működik országszerte, ebből 7 Budapest különböző területein, a többi pedig vidéki városokban és azok környezetében, például Debrecenben, Győrben, Pécsett, Szegeden, stb. A területi szervezetek feladata a helyi kerékpárosok megszólítása és összefogása az igények és érdekek helyi érvényesítése érdekében, például kapcsolattartás a helyi önkormányzati vezetéssel, illetve a helyi ügyek kommunikálása az egyesület országos vezetése felé.

### Rendezvények
Az egyesület a kezdetek óta részt vesz különféle figyelemfelhívó kampányok, rendezvények szervezésében. Gyakori résztvevői hazai fesztiváloknak, például a Sziget Fesztiválnak, illetve a Bringaexpónak, ahol kerékpármegőrzőt üzemeltetnek. A Kerékpárosklub aktivistái szervezőként részt vettek a Critical Mass felvonulásokon, illetve a később ennek helyébe lépő I Bike Budapest felvonulásokon.

### Szakmai tanácsadás
Az egyesület közlekedésszakmai munkát is folytat, amelyet szakmai alapon is szerveződő tagságára és célzott munkacsoportjaira alapoz. A tagoknak lehetősége van bekapcsolódni a szakmai munkába, mely során az egyesület különféle kormányzati, vagy helyi döntések meghozatalakor szakmai szempontok szerint képviselheti a kerékpáros mozgalom érdekeit. Közlekedésinfrastruktúra-beruházásoknál az egyesület lobbitevékenységet és szakmai tanácsadást ad a fenntartható közlekedési módok térnyerése érdekében.
2016-ban az egyesület szakmai megállapodást kötött például a BKK-val, így a velük tartott rendszeres megbeszéléseken hangot adhatnak a kerékpárosok igényeinek, szempontjainak. Az MK részt vett a MOL BuBi budapesti közbringarendszert megelőző szakmai tevékenységben, például az állomások helyének meghatározásában, illetve a későbbi bővítésben.

### Nemzetközi kapcsolatok
A Kerékpárosklub több nemzetközi programban részt vesz, illetve szervezettel kapcsolatot tart. A CARMA (Cycling Awarenes Raising and Marketing) programban több más várossal együtt, tanácsadó szervezetek közreműködésével a kerékpározás köztudatba emelésén, a témakör marketingjén dolgozik.
A Kerékpáros Akadémia Önkéntesei (Volunteers of Cycling Academy – VOCA) kezdeményezés célja, hogy a kerékpáros civilszervezetek aktivistáit külföldi konferenciákon való részvételben segítse, melynek az MK is tagja.
Az egyesület a saját „Helyben vedd meg!” kampányát az európai Active Access program keretében szervezi, melynek célja a rövidtávú közlekedésben a fenntartható közlekedési módok előnyben részesítése.

### Tagjaiknak szóló kampányok
A Kerékpárosklub különféle kampányokat indított a céljai elérése érdekében. Ezek általában egy adott közösséget céloznak meg, vagy tevékenységre buzdítanak. A kampányok célja elsősorban a napi kerékpározás elősegítése és a szemléletformálás.

#### Bebiciklizés
Kezdő, vagy újrakezdő kerékpárosokat célzó kampány, mely során közös kerékpározás közben nyerhetnek önbizalmat és kedvet a résztvevők a városi kerékpározáshoz. Az egyesület 12 fős, egy-másfél órát igénybe vevő, ingyenes, vezetett városi túrákat szervez, ahol a közlekedéssel kapcsolatos alapvető és hasznos gyakorlati ismeretek szerezhetők. A kampány segíti a kerékpárosokat abban, hogy magabiztosan és biztonságosan, megfelelő felszereltséggel és a szabályokat betartva közlekedjenek a városi forgalomban, vigyázva magukra és a többi közlekedőre. Bebiciklizésre Budapesten és Debrecenben kerül sor évente több alkalommal.

#### Bringázz a suliba és Bringázz a munkába!

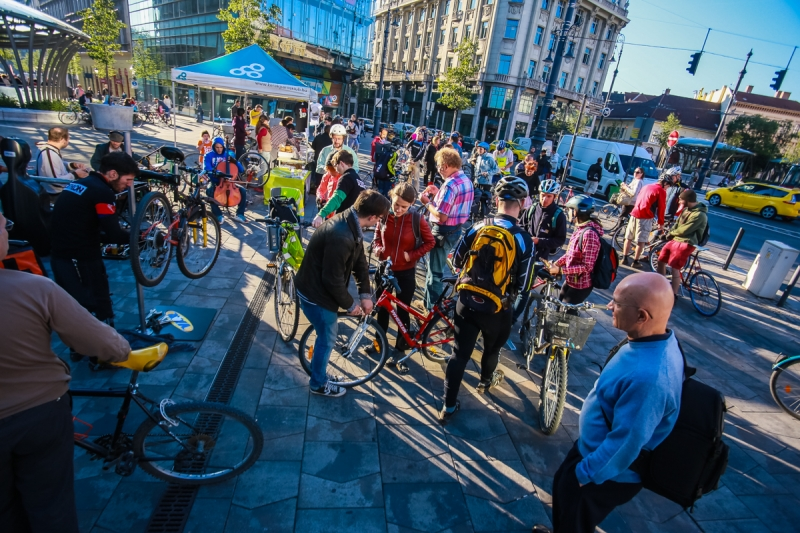
Bringás reggeli a Kálvin téren 2015-ben

A kampány eleinte csak a munkába kerékpárral járóknak szólt, 2013-tól viszont iskolások is részt vehetnek. A résztvevők regisztrálnak a BAM weblapján, csoportokat hozhatnak létre, megjelölhetik, hogy melyik közoktatási vagy felsőoktatási intézmény vagy munkahely a napi célpontjuk. A webes felületen keresztül vezethetik a bringás naplót, ahol megadható, hogy melyik napon mennyit kerékpároztak. A saját bevalláson alapuló adatokról személyes és csapatszintű összesítőt kapnak.
Évente két alkalommal, a tavaszi és az őszi kampányok során egy előre kijelölt 30 napos időszakban mérik a résztvevők aktív napjait, és azt tekintik a kampány teljesítőjének, aki ezen időszak alatt legalább nyolcszor kerékpározik, és ezt regisztrálja a bringás naplójában. A teljesítők között ajándékokat sorsolnak ki.

#### Helyben vedd meg!
A kampány célja az, hogy felhívja a figyelmet egyes hétköznapi, például bevásárló célú közlekedéssel kapcsolatos viselkedésformákra, mely a fenntarthatósággal jobb összhangban van. Ezzel a helyi kiskereskedelem előnyben részesítésén kívül a kerékpáros és gyalogos közlekedési módok mellett állnak ki, hangsúlyozva, hogy ezek olcsóbbak és környezetbarátabbak lehetnek.
A szemléletformáló kampánynak saját weblapot hoztak létre, mellyel segíteni kívánják a kerékpárral közlekedőket abban, hogy megismerjék a környezetükben elérhető szolgáltatásokat, illetve a kiskereskedőket a helyben felmerülő igények megismerésére.

#### Együtt közlekedünk
A Kerékpárosklub szemlélete szerint a közlekedésben résztvevőket nem lehet a közlekedés módja szerint csoportosítani, hiszen mindenki az éppen aktuális igénye szerint választ közlekedési módot. Ezzel a klasszikus kategóriaként kezelt kerékpárosok, gyalogosok, autósok és közösségi közlekedést használók között fennálló látszólagos ellentétet kívánja feloldani.
A kampányhoz később olyan szervezetek is csatlakoztak, mint az ORFK Országos Balesetmegelőzési Bizottság, a Magyar Autóklub, a MOL, az UNIQA Biztosító és a BKK. Az Együtt közlekedünk program részeként plakát-, tévé-, és rádiókampányt indítottak.

## Eredményei

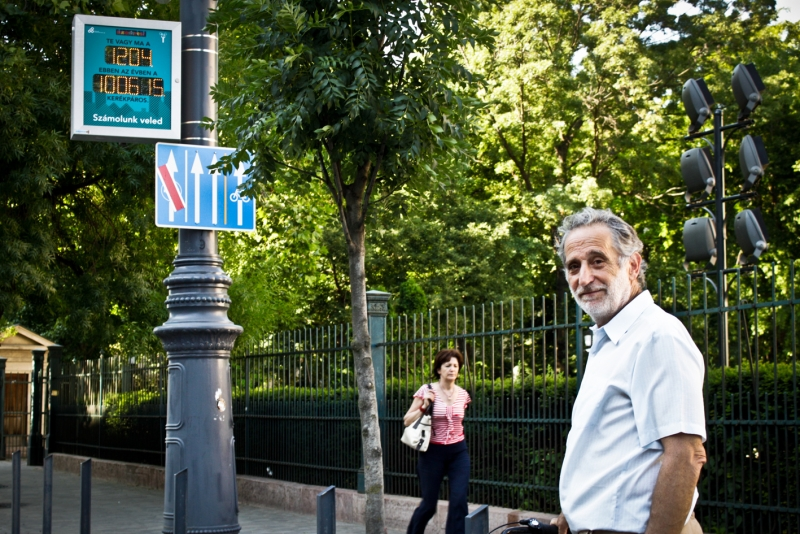
László János tiszteletbeli örökös elnök a Kiskörúton közösségi finanszírozással telepített kerékpárszámláló előtt

Az elmúlt évtizedekben Európa más országaihoz hasonlóan Magyarországon is a biciklizés reneszánsza figyelhető meg. A városi lakosság élhetőbb várost kíván, és mivel a közlekedési hálózat igen nagy hatással van a lakókörnyezetre, ezért előtérbe kerültek a környezetbarátabb és a fenntartható gazdasághoz jobban illeszkedő közlekedési módok, így a kerékpár is. Ezt a jelenséget Magyarországon egy szakmailag megalapozott véleményt nyilvánítani képes, alternatív jövőképet vázoló, fiatalos kerékpáros egyesület, a Kerékpárosklub létrejötte követte.
Az egyesület a kezdetektől fogva igyekezett a kerékpárosokat érintő közlekedésszakmai kérdésekben állást foglalni. 2008-ban a budapesti Kiskörút átépítésekor komoly eredményt ért el a kerékpárosbarát tervvázlat érvényesítésével, így a teljes szakaszon, ahol megoldható volt, mindkét irányban önálló kerékpársáv létesült. Egyes szakaszokon, például az Astoriánál a két megmaradt közúti sáv mellett nem maradt hely erre, így ott létesült az ország első kerékpáros nyoma. A Károly körúti szakasz a Budapest Szíve projekt részeként alakult át, ahol szempont volt a forgalomcsillapítás is. Az első kerékpáros nyom ebből a szempontból jól vizsgázott. Az átadás után az egyesület az eredményt Happy Mass felvonulással ünnepelte. 2010-ben az újonnan megépült kerékpárútra az egyesület automata kerékpárszámlálót telepített, melynek költségét közadakozásból fedezte.
Sok új eredmény köszönhető a városvezetés együttműködő hozzáállásnak. A 2010-ben Vitézy Dávid vezetésével életre hívott Budapesti Közlekedési Központ a közlekedési hálózat integrált szemléletű fejlesztését ígérte, melynek a kerékpár is szerves része. 2011-ben a partnerségi megállapodás jött létre a Kerékpárosklub és a BKK között, mely megteremtette a két szervezet közti kommunikáció jogi alapjait, ennek révén havi rendszerességű konzultációkra kerül sor. 2011-ben a BKK telepített egy második automata kerékpárszámlálót, mely az Andrássy út forgalmát mindkét irányban méri.

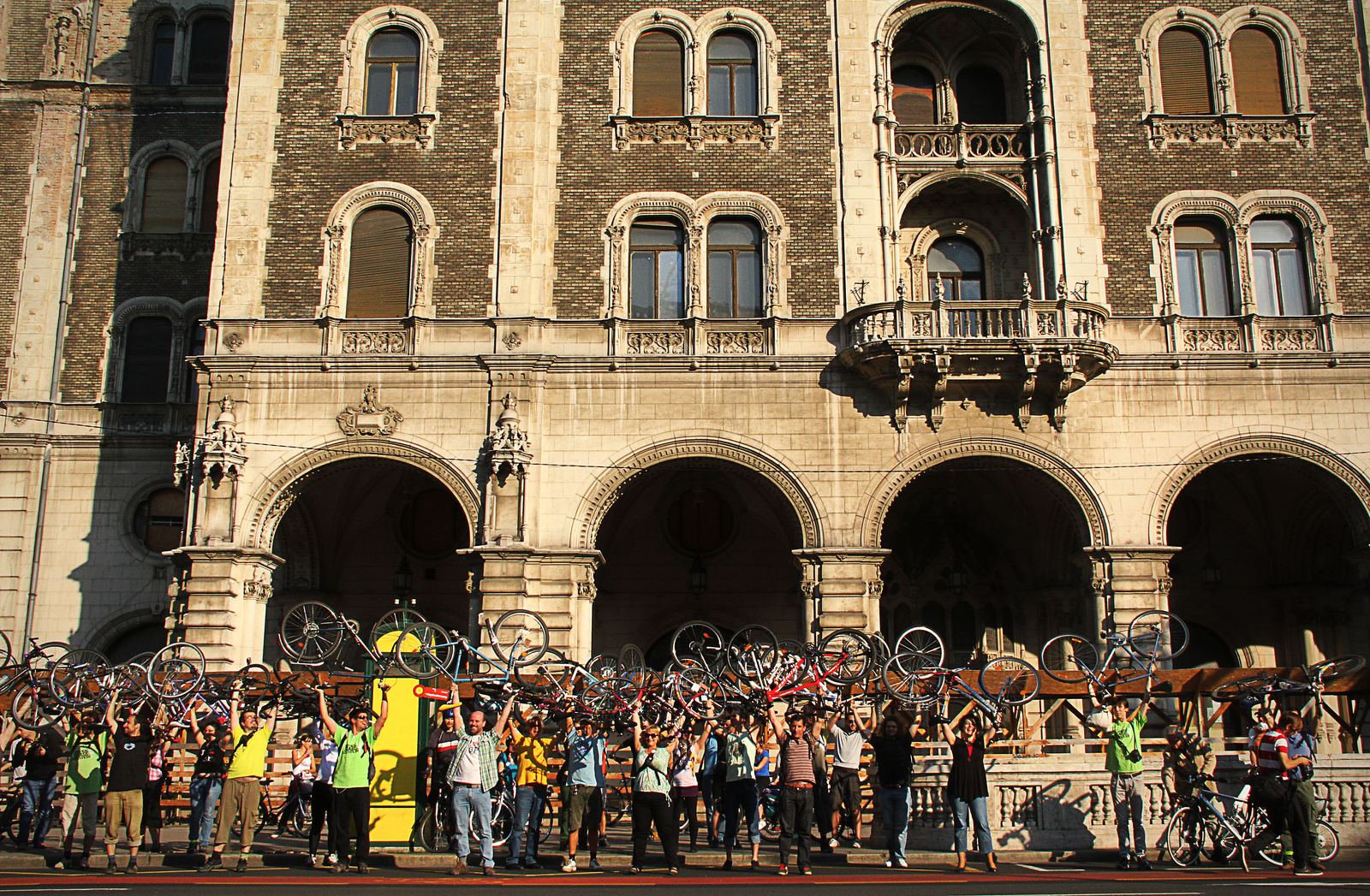
Happy Mass felvonulás az Andrássy út kerékpárosbarát átalakításának örömére 2012-ben

Az ezt követő időszakban több komoly előrelépés is történt. Az egyesület egy korábban készített javaslatát adta át a BKK-nak a budapesti Andrássy úti kerékpársáv átalakítására. Az átalakítás 2012-re meg is történt, és bár maradtak megoldandó problémák, a kerékpárosok elégedettek voltak az eredménnyel. 2014-ben a BKK összeállította a főváros új mobilitási tervét, a Balázs Mór Tervet, mely a 2014 és 2030 közötti időszak közlekedésfejlesztési stratégiáját tartalmazza. A célkitűzésben az áll, hogy a 2014-es 60%-ról 2030-ra 80%-ra kívánják emelni a környezetbarát közlekedési módok arányát a város közlekedésében, melyben fontos szerepet kap a kerékpáros közlekedés is.
2014-ben elindult Budapest közbringarendszere, a MOL Bubi. Ennek előkészítésében a Kerékpárosklub 2009 óta tevékenyen részt vett. A későbbi, 2015-ös bővítéskor az egyesület felszólalt az új Bubi-állomások jobb elhelyezése érdekében, melyek egy részét a BKK az igényeknek megfelelően módosította. Közreműködtek a Budai fonódó villamoshálózat tervezésekor, így több kerékpárosbarát szempont is érvényre jutott, például a budai rakparton, a Fő utcában és egyéb útvonalakon kerékpáros infrastruktúra létesült a beruházás keretében. Az eredmények elismerése mellett az egyesület felhívta a figyelmet a tervezési és kivitelezési problémákra is.
2016-ban az egyesület, szorosabbra fűzve a kapcsolatot a BKK-val, együttműködési megállapodást írt alá.

## Kiadványai
2018-tól kétévente megjelenő statisztikai adatközlő kiadványa az Így bringázik Magyarország. Reprezentatív kutatás (Magyar Kerékpárosklub, Budapest, 2018–).